# الیکایی سرسفید
الیکایی سرسفید (نام علمی: Campylorhynchus albobrunneus) نام یک گونه از سرده خمیده‌منقارها است.